# Новониколаевка (Витовский район)
Новоникола́евка (укр. Новомиколаївка) — село в Витовском районе Николаевской области Украины.
Основано в 1885 году. Население по переписи 2001 года составляло 1161 человек. Почтовый индекс — 57250. Телефонный код — 512. Занимает площадь 0,418 км².